# Palazzo Reale Bang Pa-In
Il Palazzo Reale Bang Pa-In (in thailandese พระราชวังบางปะอิน), anche conosciuto come Palazzo d'estate, è un complesso di edifici un tempo utilizzati dai sovrani siamesi del Regno di Ayutthaya. Il palazzo si trova sul fiume Chao Phraya nel distretto di Bang Pa-in della Provincia di Ayutthaya, 20 km a sud dell'antica capitale Ayutthaya.
Il complesso venne costruito nel 1632 da re Prasat Thong. Re Mongkut cominciò a ripristinare il sito nella metà del XIX secolo. La maggior parte degli attuali edifici sono stati fatti costruire tra il 1872 e il 1889 da re Chulalongkorn.
La struttura ospita vasti giardini, Wehart Chamrunt (luce celestiale), un palazzo reale in stile cinese e la sala del trono, la Phiman Warophat (Eccellente e Luminosa dimora celeste), una delle residenze reali; Ho Withun Thasana, una torre di avvistamento dai colori vivaci e l'Aisawan Thiphya-Art, un padiglione costruito nel bel mezzo di uno stagno.
Il palazzo resta spesso aperto ai visitatori. Il re Bhumibol Adulyadej e la famiglia reale lo utilizzavano solo raramente per banchetti e occasioni speciali.

## Galleria d'immagini

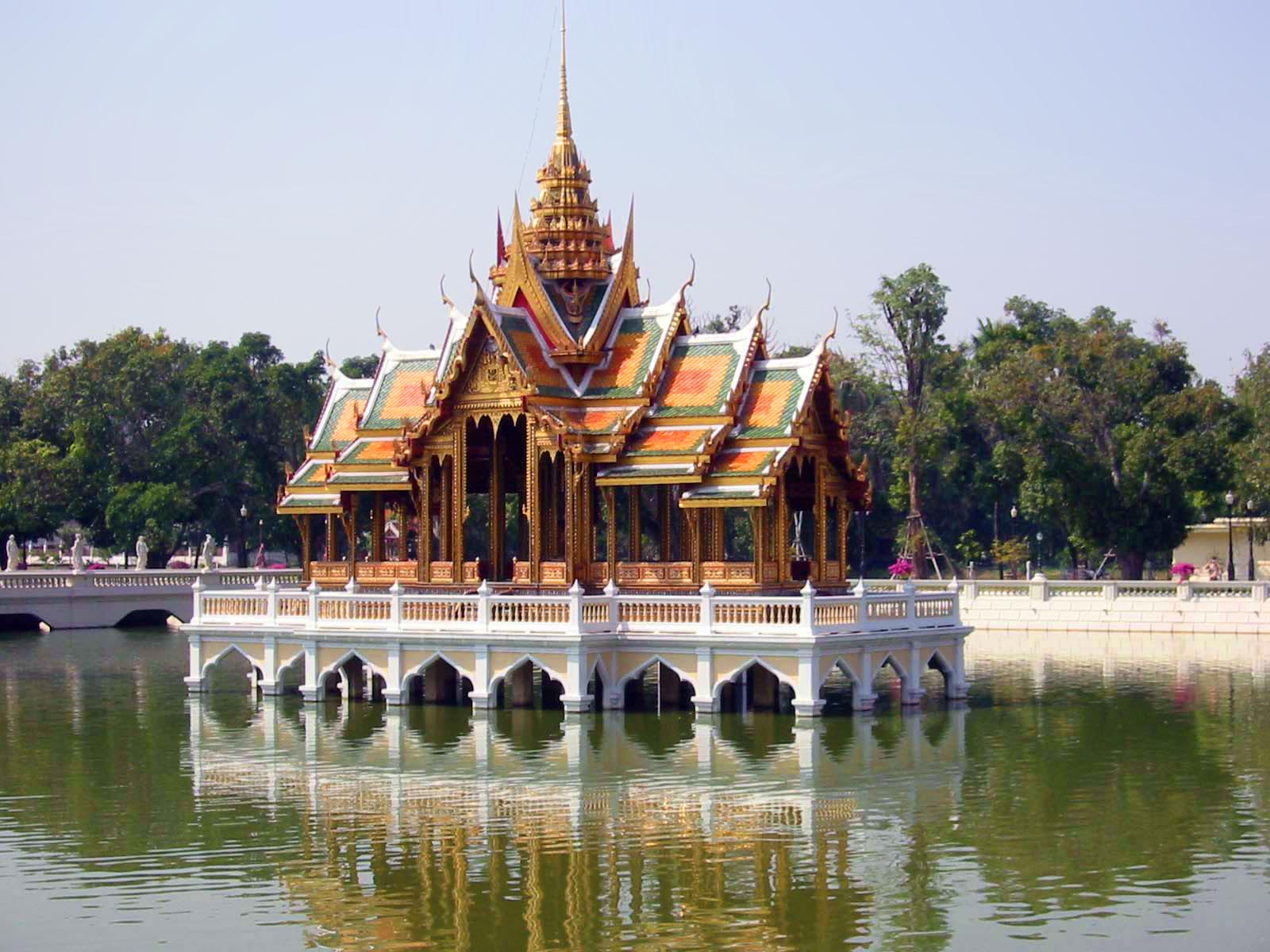
Aisawan Dhiphya-Asana Pavilion
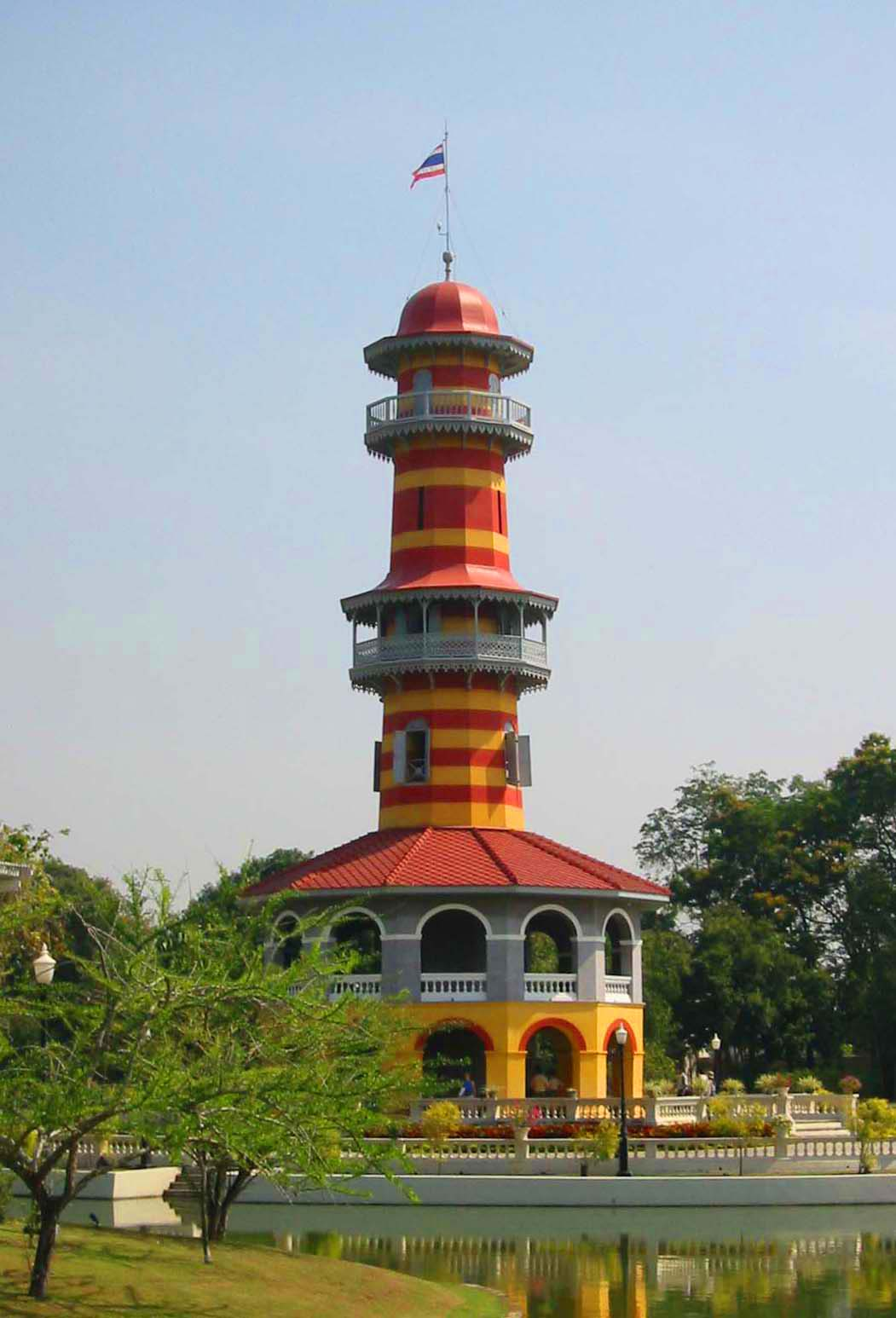
Ho Withun Thasana
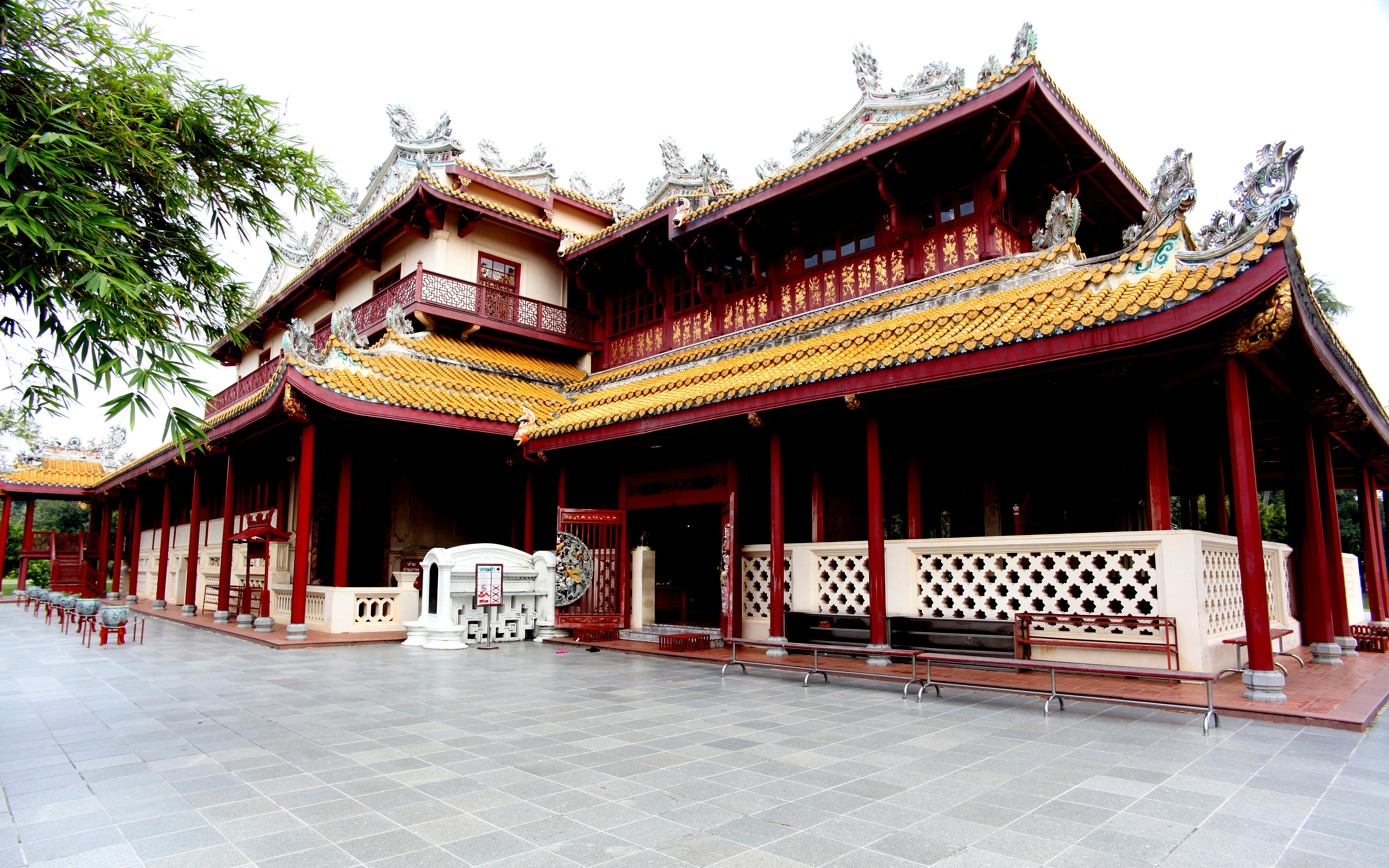